# McDonnell Aircraft
McDonnell Aircraft Corporation — американская авиастроительная компания из Сент-Луиса, одна из предшественниц McDonnell Douglas. Основана в 1939 году Джеймсом Макдоннеллом, наиболее известна созданием истребителей F-4 Phantom II и спускаемых капсул для космических кораблей Mercury и Gemini. Упразднена в 1967 году в результате объединения с Douglas.

## История
Основана 16 июля 1939 года. Основатель компании — инженер Джеймс Макдоннел, в 1928—1929 годы пытался организовать выпуск персональных семейных самолётов (компания называлась J. S. McDonnell & Associates), однако фирма разорилась из-за начала Великой депрессии, в период 1929—1938 годов Макдоннелл работал в авиастроительных корпорациях Great Lakes и Glenn L. Martin. 
Первый выполненный заказ — производство и поставка компонентов для самолётов-разведчиков Stinson за $7,5 тыс. Вторая мировая война стала толчком к быстрому развитию компании, численность персонала выросла с 15 тысяч человек в год основания до 5 тысяч в конце войны. В тот период корпорация разработала прототип истребителя XP-67 Bat, создала управляемую ракету LBD-1 Gargoyle. В 1943 году компания начала работать над реактивными самолётами и приглашена к участию в тендере на поставку нового самолёта для ВМФ США. Результатом стал удачный FH-1 Phantom, ставший родоначальником характерной для McDonnell компоновки с двигателями расположенными под фюзеляжем и соплами непосредственно позади крыльев. Такую схему можно увидеть в самолётах F2H Banshee, F3H Demon и F-101 Voodoo. 
В 1946 году в компанию на должность главного специалиста по аэродинамике приглашён Дэвид Льюис. После войны из-за снижения оборонного заказа был значительно сокращён штат, но с началом Корейской войны в 1950 году компания вновь стала крупным поставщиком истребителей. С 1954 года под руководством Льюиса начата разработка истребителя F-4 Phantom II, в 1960 году начато его серийное производство. Также в 1950-е годы корпорация создала несколько ракет, включая Gargoyle и ADM-20 Quail, велись эксперименты с гиперзвуковыми конструкциями, аэрокосмические космические исследования, позволившие компании впоследствии получить значительную часть заказов NASA в рамках проектов Mercury и Gemini. Компания росла, но испытывала серьёзные проблемы — в отсутствии собственной линейки гражданской продукции каждый раз, когда снижался оборонный заказ, фирма начинала испытывать финансовые затруднения.
В 1963 году McDonnell и Douglas начали переговоры о слиянии, официальное предложение о слиянии в 1966 году представила Douglas, а McDonnell его приняла, сделка была закрыта 28 апреля 1967 года, в результате образован концерн McDonnell Douglas. Председателем совета директоров подразделения Douglas был назначен Дэвид Льюис, возглавлявший с 1962 года McDonnell (в 1969 году Льюис стал президентом объединённой McDonnell Douglas).
В августе 1997 года McDonnell Douglas вошёл в состав Boeing. Военно-космическое подразделение Boeing располагается в Сент-Луисе и отвечает за разработку военных и космических продуктов и услуг. В наследство от McDonnell Douglas Boeing получил самолёты F-15 Eagle, AV-8B Harrier II, F-18 Hornet и F/A-18E/F Super Hornet.

## Продукция
- TD2D/KDD/KDH Katydid (1942)[6].
- XP-67[англ.] — экспериментальный двухмоторный винтовой истребитель.
- FH Phantom — двухмоторный реактивный истребитель.
- F2H Banshee — двухмоторный морской реактивный истребитель.
- XF-85 Goblin — экспериментальный реактивный истребитель.
- XF-88 Voodoo — экспериментальный двухмоторный истребитель.
- F3H Demon — одномоторный морской реактивный истребитель.
- F-101 Voodoo — двухмоторный сверхзвуковой дальний реактивный истребитель-бомбардировщик (одноместный) и перехватчик (двухместный).

- F-4 Phantom II — двухместный двухмоторный сверхзвуковой дальний всепогодный истребитель-бомбардировщик.
- McDonnell 119/220 — административный самолёт.
- XV-1 Convertiplane — самолёт вертикального взлёта и посадки.
- XH-20 Little Henry — экспериментальный вертолёт[7].
- XHJD-1 Whirlaway — двухмоторный вертолёт, 1946 г.[8].
- Model 120 — экспериментальный летающий кран[9] (1957—1960).
- спускаемый аппарат проекта Mercury.
- спускаемый аппарат проекта Gemini.
- космический самолёт ASSET[англ.].